# Brandenburg (lớp thiết giáp hạm)
Lớp thiết giáp hạm Brandenburg bao gồm bốn chiếc thiết giáp hạm tiền-dreadnought đi biển đầu tiên của Hải quân Đế quốc Đức. Chúng cũng là những tàu chiến đầu tiên thuộc mọi kiểu tàu của Đức được trang bị liên lạc vô tuyến. Lớp bao gồm bốn chiếc: Brandenburg, Kurfürst Friedrich Wilhelm, Weißenburg và Wörth; tất cả đều được đặt lườn vào năm 1890 và hoàn tất vào năm 1893 ngoại trừ Weißenburg vào năm 1894. Chiếc dẫn đầu Brandenburg được đóng với chi phí 9,3 triệu Mác và Kurfürst Friedrich Wilhelm có chi phí 11,23 triệu Mác. Hải quân Hoàng gia Anh đã chế diễu gọi những con tàu này là "tàu đánh cá voi".
Cả bốn chiếc trong lớp Brandenburg đều đã phục vụ trong nhiều vai trò rộng rãi. Vào năm 1900 chúng được phái sang Trung Quốc tham gia trấn áp cuộc Nổi dậy Nghĩa Hòa Đoàn, và sau đó được hiện đại hóa đáng kể. Đến năm 1910, hai chiếc trong lớp, Kurfürst Friedrich Wilhelm và Weißenburg, được bán cho Hải quân Ottoman và được đổi tên tương ứng thành Barbaros Hayreddin và Turgut Reis. Barbaros Hayreddin bị một tàu ngầm Anh đánh chìm năm 1915, còn Turgut Reis sống sót qua cuộc chiến tranh cho đến khi bị tháo dỡ năm 1938. Brandenburg và Wörth chỉ có những hoạt động hạn chế trong Chiến tranh Thế giới thứ nhất như những hải phòng hạm cho đến khi được rút ra hoạt động trong những vai trò phụ trợ. Cả hai bị bán để tháo dỡ vào tháng 5 năm 1919.

## Thiết kế

### Bối cảnh
Lớp Brandenburg là những chiếc thiết giáp hạm đi biển đầu tiên của Hải quân Đế quốc Đức. Chúng tiếp nối sau một số chiếc hải phòng hạm (tàu phòng thủ bờ biển), bao gồm các lớp Siegfried và Odin vốn chỉ dự định cho vai trò phòng thủ tại chỗ ở bờ biển Đức. Công việc thiết kế các con tàu được bắt đầu vào cuối năm 1888 dưới sự lãnh đạo của Phó đô đốc Alexander Graf von Monts, người cũng đồng thời vận động Quốc hội Đức chấp thuận ngân sách đóng các con tàu mới. Đô đốc von Monts là sĩ quan hải quân đầu tiên được bổ nhiệm bởi Hoàng đế Wilhelm II vừa mới đăng quang.
Những chiếc thiết giáp hạm lớp Brandenburg trở thành nền tảng của lực lượng mà sau này trở thành Hạm đội Biển khơi Đức. Tiêu biểu cho sự thay đổi về tầm nhìn chiến lược của Hải quân Đức, phương thức đóng tàu truyền thống vốn phụ thuộc nặng vào kiểu tàu của nước ngoài bị hủy bỏ. Một số thử nghiệm được đưa vào trong quá trình thiết kế, đặc biệt là về kiểu vỏ giáp trang bị cho các con tàu. Brandenburg và Wörth được trang bị vỏ giáp tổng hợp gồm nhiều lớp vật liệu khác nhau, trong khi hai chiếc sau có vỏ giáp bằng hợp kim thép-nickel kiểu Harvey.

### Các đặc tính chung
Những chiếc trong lớp Brandenburg có chiều dài ở mực nước là 113,9 m (374 ft) và chiều dài chung là 115,7 m (380 ft), mạn thuyền rộng 19,5 m (64 ft) nhưng tăng thêm lên đến 19,74 m (64,8 ft) sau khi lắp đặt lưới chống ngư lôi, và chúng có độ sâu của mớn nước ở phía trước 7,6 m (25 ft) và 7,9 m (26 ft) ở phía sau. Lớp Brandenburg có trọng lượng choán nước thiết kế là 10.013 t (9.855 tấn Anh; 11.037 tấn Mỹ), và tải trọng tối đa trong chiến đấu lên đến 10.670 t (10.500 tấn Anh; 11.760 tấn Mỹ).
Như là tiêu chuẩn của các con tàu Đức vào thời đó, lườn tàu của những chiếc trong lớp Brandenburg được chế tạo từ những khung thép ngang và dọc, trên đó các tấm thép lườn tàu được kết nối bằng đinh tán. Các con tàu có 13 ngăn kín nước và một đáy kép chiếm 48% chiều dài con tàu. Hải quân Đức đánh giá chúng như những con tàu đi biển tốt, chuyển động dễ dàng, phản ứng tốt với chỉ thị từ cầu tàu và có đường kính lượn vòng trung bình. Chúng chỉ bị giảm 30% tốc độ khi bẻ lái và có chiều cao khuynh tâm 1,05 m (3,4 ft). Tuy nhiên, các con tàu bị ướt khi di chuyển tốc độ cao và phải chịu bập bềnh nặng. Thành phần thủy thủ đoàn của các con tàu bao gồm 38 sĩ quan và 530 thủy thủ, và khi hoạt động như là soái hạm của hải đội, chúng được bổ sung thêm 9 sĩ quan và 54 thủy thủ.

### Hệ thống động lực
Các con tàu được trang bị hai bộ động cơ hơi nước ba buồng bành trướng 3 xy-lanh đặt trong các ngăn động cơ riêng biệt, mỗi bộ dẫn động một chân vịt đường kính 5 m (16 ft); và có một bánh lái. Hơi nước được cung cấp bởi 12 nồi hơi hình trụ đặt ngang, cũng được chia ra hai phòng nồi hơi riêng biệt; mỗi nồi hơi có đến ba lò đốt và cung cấp hơi nước cho đến áp suất 12 atm (180 psi). Hệ thống động lực này được thiết kế để cung cấp công suất 10.000 mã lực (7,5 MW), nhưng trong thực tế chúng đạt được từ 9.686 hp (7,223 MW) đối với Kurfürst Friedrich Wilhelm cho đến 10.228 hp (7,627 MW) đối với Wörth. Các con tàu được dự định đạt tốc độ 16,5 hải lý trên giờ (30,6 km/h; 19,0 mph); Brandenburg là chiếc chậm nhất khi chỉ đạt 16,3 kn (30,2 km/h; 18,8 mph), trong khi cả Kurfürst Friedrich Wilhelm và Wörth đều đạt được 16,9 kn (31,3 km/h; 19,4 mph) khi chạy thử máy. Các con tàu được thiết kế để chở theo 650 t (640 tấn Anh; 720 tấn Mỹ) than để đốt các nồi hơi; tuy nhiên các khoảng trống trong lườn tàu có thể sử dụng để chất than, và do đó có thể chở tổng cộng 1.050 t (1.030 tấn Anh; 1.160 tấn Mỹ); cho phép các con tàu có tầm xa tốc đa 4.300 hải lý (8.000 km; 4.900 mi) với tốc độ đi đường trường 10 kn (19 km/h; 12 mph). Điện năng được cung cấp bởi ba máy phát nhưng khác nhau trên mỗi con tàu; công suất tổng cộng thay đổi từ 72,6 đến 96,5 kilowatt ở điện thế 67 volt.

### Vũ khí

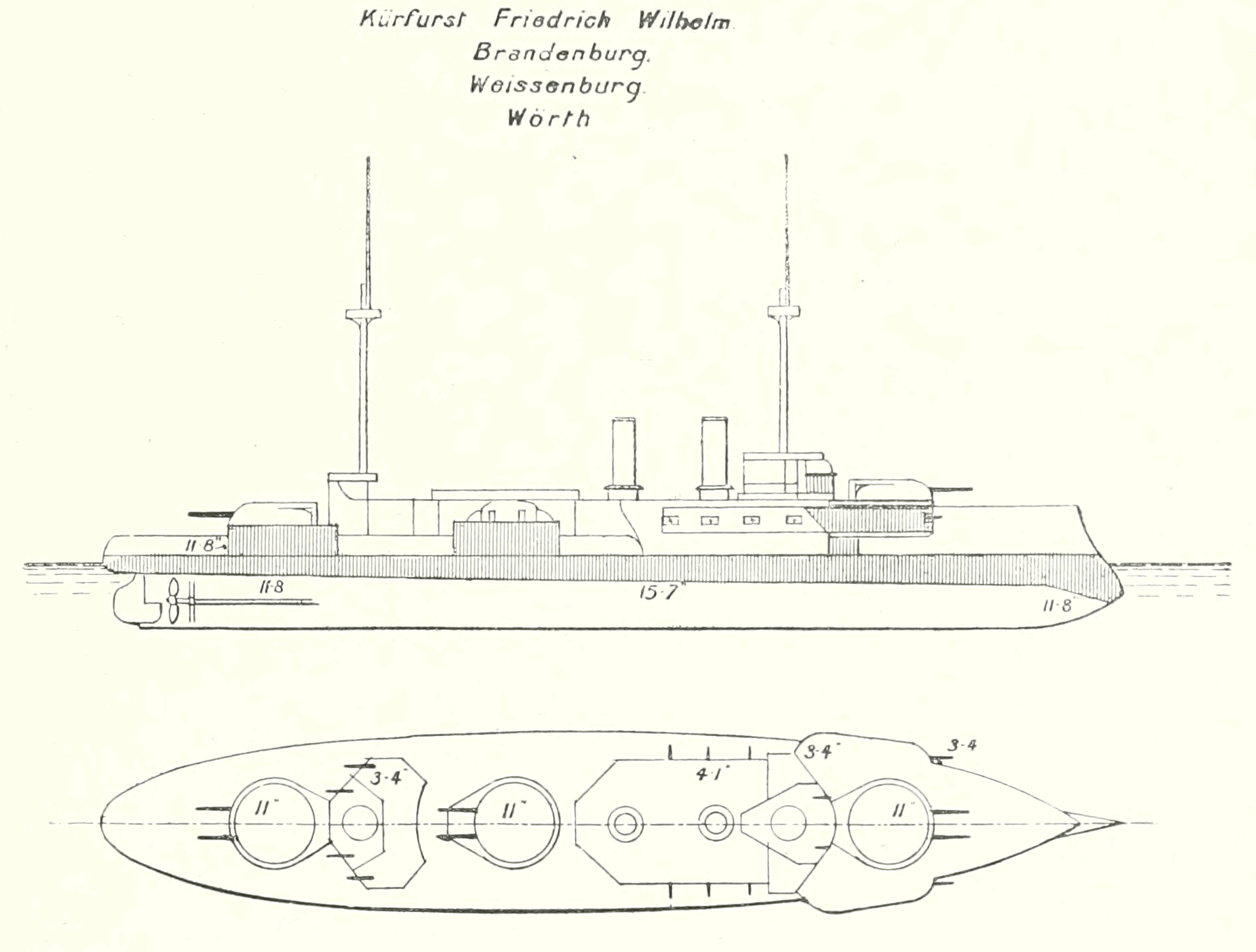
Sơ đồ lớp Brandenburg như được mô tả trong Niên giám Hải quân Brassey 1902

Những chiếc trong lớp Brandenburg khá đặc biệt vào thời đó, vì chúng sở hữu một dàn pháo bắn qua mạn gồm sáu khẩu pháo hạng nặng trên ba tháp pháo nòng đôi, thay vì chỉ có bốn trên những thiết giáp hạm đương thời. Các tháp pháo trước và sau mang kiểu pháo 28 cm (11 in) K L/40, trong khi tháp pháo giữa mang kiểu nòng ngắn hơn L/35. Cần có nòng pháo ngắn hơn nhằm cho phép tháp pháo xoay qua lại hai bên mạn. Pháo L/40 được đặt trên bệ kiểu Drh.L. C/92, cho phép hạ cho đến góc −5° và nâng tối đa cho đến góc 25°. Cả hai kiểu pháo đều bắn ra đạn xuyên thép (AP: armor-piercing) và đạn nổ mạnh (HE: high explosive) với tốc độ bắn khoảng hai phát mỗi phút. Loại đạn pháo này nặng 240 kg (530 lb), sử dụng liều thuốc phóng RPC 12 nặng 73 kg (161 lb). Lưu tốc đầu đạn đối với kiểu pháo L/40 là 820 m/s (2.700 ft/s); ở góc nâng tối đa nó có thể bắn đến mục tiêu ở khoảng cách 15.900 m (17.400 yd). Vì nòng pháo của kiểu L/35 ngắn hơn, nó chỉ đạt đến 685 m/s (2.250 ft/s), và do đó chỉ có tầm xa tối đa khoảng 14.400 m (15.700 yd). Ở khoảng cách 12.000 m (13.000 yd), đạn pháo AP có thể xuyên thủng vỏ giáp dày cho đến 160 mm (6,3 in). Hầm đạn của các con tàu có thể mang theo 352 quả đạn pháo. Cho dù là một ý tưởng mới lạ, tháp pháo giữa tàu khi bắn gây ra những hư hại do ánh chớp đầu nòng đối với cấu trúc thượng tầng chung quanh, khiến nó dần phải loại bỏ trong khi thiết kế các lớp tiếp theo.
Dàn pháo hạng hai của những chiếc trong lớp Brandenburg thoạt tiên bao gồm bảy khẩu pháo 10,5 cm (4,1 in) SK L/35 bắn nhanh bố trí trong các tháp pháo ụ chung quanh cấu trúc thượng tầng phía trước. Trong đợt hiện đại hóa từ năm 1902 đến năm 1904, các con tàu được bổ sung thêm một khẩu 10,5 cm. Các khẩu pháo này được cung cấp tổng cộng 600 quả đạn pháo, và sau đợt nâng cấp, hầm đạn pháo 10,5 cm được mở rộng để chứa được tổng cộng 1.184 quả đạn.
Các con tàu cũng mang theo tám khẩu pháo 8,8 cm (3,5 in) SK L/30 bắn nhanh cũng được bố trí trong các tháp pháo ụ: bốn khẩu được xếp thành cặp trên các bệ nhô về phía mũi tàu, cùng bốn khẩu khác đặt chung quanh cấu trúc thượng tầng phía sau. Các khẩu pháo này được cung cấp tổng cộng 2.000 quả đạn pháo, và giống như kiểu pháo 10,5 cm, sau đợt nâng cấp trữ lượng đặn cũng được tăng thêm lên đến 2.384 quả. Kiểu vũ khí này bắn ra đạn pháo nặng 13,8 kg (30 lb) với lưu tốc đầu đạn 590 m/s (1.900 ft/s) và tốc độ bắn khoảng 15 phát mỗi phút. Chúng có khả năng đối đầu mục tiêu cách xa 10.500 m (11.500 yd), và được vận hành bằng tay.
Các con tàu còn được trang bị sáu ống phóng ngư lôi 45 cm (18 in), tất cả đều đặt trên bệ xoay bên trên mực nước. Bốn ống được bố trí bên mạn tàu, một ống trước mũi và một ống phía đuôi. Chúng được cung cấp tổng cộng 16 quả ngư lôi. Kiểu vũ khí này dài 5,1 m (200 in) và có đầu đạn chứa 87,5 kg (193 lb) thuốc nổ TNT; chúng có thể cài đặt để hoạt động ở hai mức tốc độ/tầm xa khác nhau: với tốc độ 26 kn (48 km/h; 30 mph) chúng có tầm hoạt động 800 m (870 yd), và với tốc độ 32 kn (59 km/h; 37 mph) tầm xa hoạt động bị giảm còn 500 m (550 yd). Một trong các ống phóng được tháo dỡ trong đợt hiện đại hóa.

### Vỏ giáp
Weißenburg và Kurfürst Friedrich Wilhelm được trang bị vỏ bảo vệ bằng thép giáp Krupp, nhưng do những khó khăn trong việc cung cấp, Brandenburg và Wörth chỉ được trang bị loại giáp hỗn hợp. Giáp hỗn hợp được kết cấu bởi những lớp sắt rèn bọc thép kẹp với những tấm ván gỗ, được gia cố thêm bởi hai tấm sắt. Thép giáp nickel Krupp được dựa trên vỏ giáp Harvey theo nguyên tắc nhiệt luyện bổ sung carbon lên bề mặt thép co dãn. Kiểu vỏ giáp này tạo ra vỏ giáp cứng với độ dày mỏng hơn, cho phép con tàu được bảo vệ toàn diện hơn. Một số bộ phận của Brandenburg được trang bị kiểu giáp Krupp mới, bao gồm bệ tháp pháo giữ tháp pháo chính phía trước và phía giữa tàu. Cả bốn con tàu giữ lại lớp lót bằng gỗ tếch phía sau đai giáp chính.
Những chiếc trong lớp Brandenburg có sàn tàu bọc thép dày 60 mm (2,4 in); tháp chỉ huy phía trước dày 300 mm (12 in) ở các mặt hông và 30 mm (1,2 in) phía nóc. Bên trên mực nước, đai giáp dày đến 400 mm (16 in) ở phần giữa con tàu và vuốt mỏng xuống 300 mm (12 in) phía trước và phía sau; nếu tính cả lớp lót bằng gỗ tếch, độ dày tổng cộng của đai giáp ở khu vực mạnh nhất là 600 mm (24 in). Bên dưới mực nước, đai giáp hơi mỏng hơn; nơi dày nhất đạt 200 mm (7,9 in) và vuốt mỏng về phía mũi và phía đuôi còn 180 mm (7,1 in). Các tháp pháo của con tàu có nóc dày 50 mm (2,0 in) trong khi các mặt hông bao gồm ba lớp dày 40 mm (1,6 in), lên đến tổng cộng 120 mm (4,7 in). Các bệ tháp pháo dày 300 mm (12 in) và được tăng cường thêm 210 mm (8,3 in) gỗ.

## Chế tạo

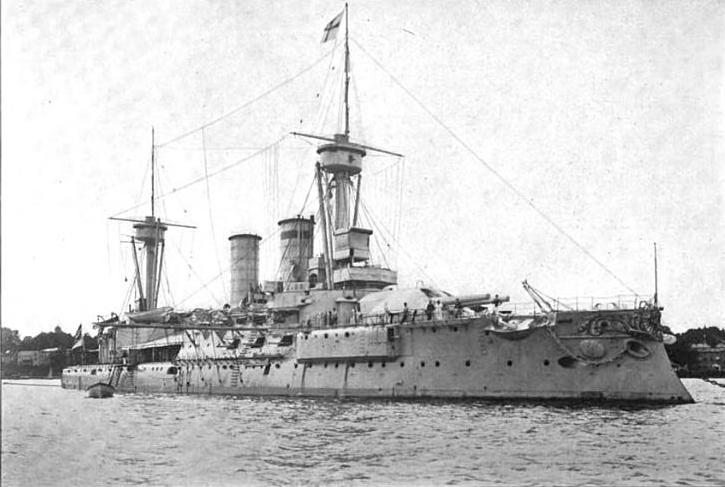
Một thành viên thuộc lớp Brandenburg

Được đặt hàng như là thiết giáp hạm A, Brandenburg được đặt lườn tại xưởng tàu của hãng AG Vulcan ở Stettin vào năm 1890; nó được hạ thủy vào ngày 21 tháng 9 năm 1891. Công việc hoàn thiện nó, bao gồm việc trang bị vũ khí cho con tàu, kéo dài cho đến ngày 19 tháng 11 năm 1893 khi nó được đưa vào hoạt động cùng Hải quân Đức. Wörth được đặt hàng như là thiết giáp hạm B, và được đặt lườn tại xưởng tàu của hãng Germaniawerft ở Kiel cũng vào năm 1890. Công việc chế tạo nó tiến triển chậm nhất trong số bốn chiếc, và nó chỉ hạ thủy vào ngày 6 tháng 8 năm 1892; tuy nhiên công việc hoàn tất nó được thực hiện nhanh, và nó được đưa ra hoạt động vào ngày 31 tháng 10 năm 1893, trở thành chiếc đầu tiên trong lớp được đưa ra hoạt động thường trực. Weißenburg, được đặt hàng như là thiết giáp hạm C, cũng được đặt lườn tại xưởng AG Vulcan vào năm 1890 và được hạ thủy vào ngày 14 tháng 12 năm 1891. Nó là chiếc cuối cùng trong lớp được đưa ra hoạt động thường trực, vào ngày 5 tháng 6 năm 1894. Kurfürst Friedrich Wilhelm là chiếc thứ tư cũng là chiếc cuối cùng trong lớp, được đặt hàng như là thiết giáp hạm D và được đặt lườn tại xưởng tàu Kaiserliche Werft ở Wilhelmshaven vào năm 1890; nó là chiếc đầu tiên được hạ thủy vào ngày 30 tháng 6 năm 1891 và được đưa ra hoạt động thường trực vào cùng một ngày với chiếc tàu chị em Brandenburg.
Bước sang đầu Thế kỷ 20, các con tàu lần lượt được đưa đến ụ tàu Kaiserliche Werft Wilhelmshaven trải qua một đợt hiện đại hóa rộng rãi. Wörth là chiếc đầu tiên được nâng cấp, bắt đầu từ năm 1901, rồi đến lượt Weißenburg tiếp nối vào năm 1902, Brandenburg năm 1903, và cuối cùng là Kurfürst Friedrich Wilhelm đi vào xưởng tàu vào năm 1904. Khi được tái cấu trúc, một tháp chỉ huy thứ hai được bổ sung lên cấu trúc thượng tầng phía sau cùng với một cầu tàu. Các nồi hơi được thay thế bằng kiểu mới hơn, và các khoang giữa tàu được giảm bớt. Các cải tiến này giúp giảm bớt trọng lượng con tàu trong khoảng 500 t (490 tấn Anh; 550 tấn Mỹ) đến 700 t (690 tấn Anh; 770 tấn Mỹ).

## Những chiếc trong lớp
| Tàu                        | Đặt lườn         | Hạ thủy              | Hoạt động            | Số phận                                                                             |
| -------------------------- | ---------------- | -------------------- | -------------------- | ----------------------------------------------------------------------------------- |
| Brandenburg                | tháng 5 năm 1890 | 21 tháng 9 năm 1891  | 19 tháng 11 năm 1893 | Bị bán để tháo dỡ 1920                                                              |
| Kurfürst Friedrich Wilhelm | tháng 5 năm 1890 | 30 tháng 6 năm 1891  | 29 tháng 4 năm 1894  | Bán cho Đế quốc Ottoman năm 1910; bị tàu ngầm Anh E11 đánh chìm, 8 tháng 8 năm 1915 |
| Weißenburg                 | tháng 5 năm 1890 | 14 tháng 12 năm 1891 | 14 tháng 10 năm 1894 | Bán cho Đế quốc Ottoman năm 1910; bị tháo dỡ 1938                                   |
| Wörth                      | tháng 5 năm 1890 | 6 tháng 8 năm 1892   | 31 tháng 10 năm 1893 | Bị bán để tháo dỡ 1919                                                              |

## Lịch sử hoạt động

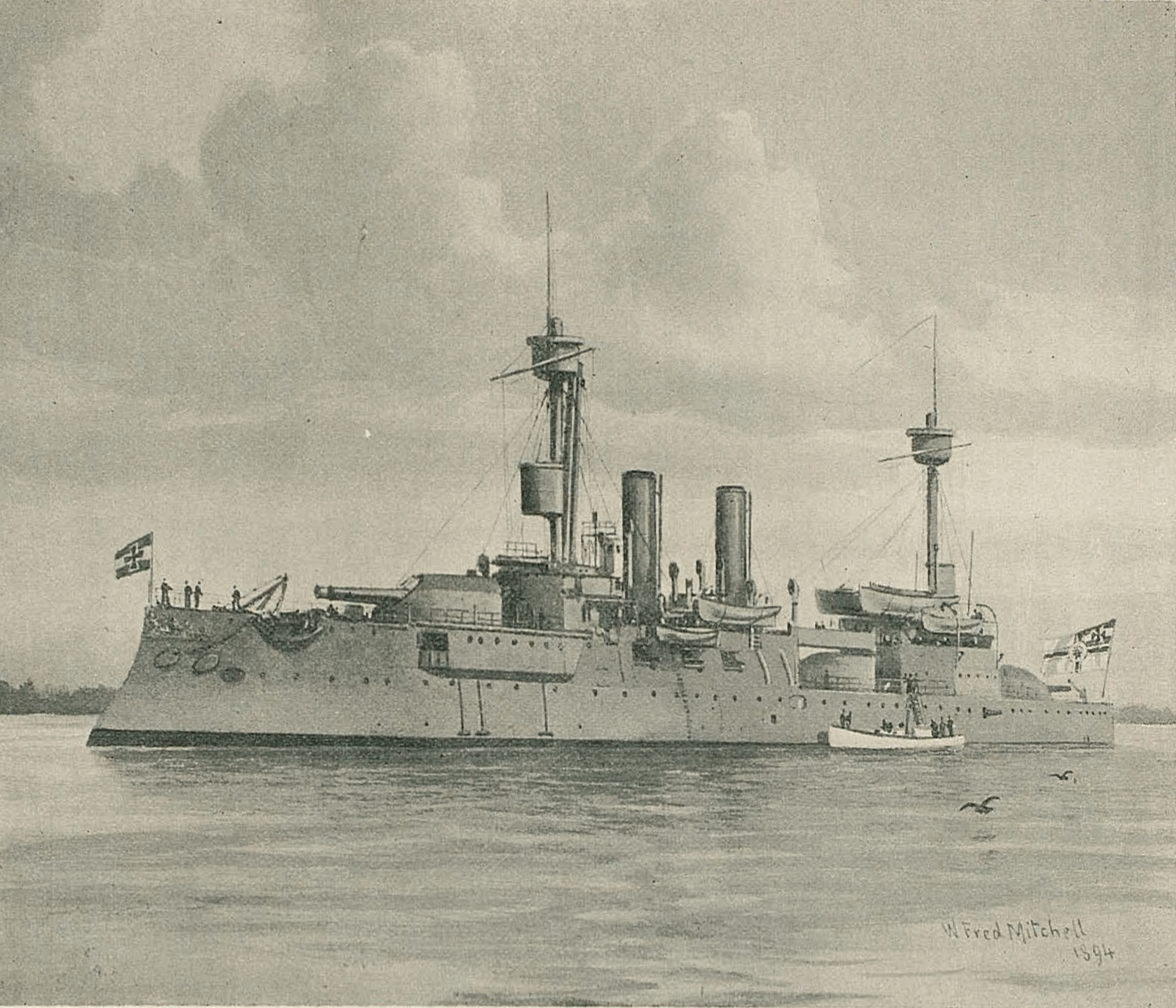
Brandenburg

Những chiếc trong lớp Brandenburg được phân về Đội 1 thuộc Hải đội Chiến trận 1 sau khi được đưa vào hoạt động, thoạt tiên cùng với bốn chiếc tàu frigate bọc thép lớp Sachsen cũ hơn, nhưng đến năm 1901-1902, những chiếc Sachsen được thay thế bằng những chiếc thiết giáp hạm tiền-dreadnought lớp Kaiser Friedrich III mới đưa vào hoạt động. Chúng tham gia chiến dịch lớn đầu tiên vào năm 1900, khi được bố trí đến Trung Quốc trong vụ Nổi dậy Nghĩa Hòa Đoàn. Lực lượng viễn chinh bao gồm bốn chiếc lớp Brandenburg, sáu tàu tuần dương, 10 tàu hàng, ba tàu phóng lôi cùng sáu tiểu đoàn thủy binh dưới quyền chỉ huy của Thống chế Alfred von Waldersee. Đô đốc Alfred von Tirpitz đã phản đối kế hoạch này, cho rằng nó không cần thiết và tốn kém. Lực lượng chỉ đến được Viễn Đông sau khi cuộc phong tỏa Bắc Kinh đã kết thúc. Kết quả là lực lượng đổ bộ chỉ được sử dụng để trấn áp các vụ nổi dậy lẻ tẻ trong khu vực phụ cận Giao Châu. Cuối cùng, chiến dịch đã làm tiêu tốn chính phủ Đức hơn 100 triệu Mác.
Sau khi được hiện đại hóa từ năm 1902 đến năm 1904, những chiếc trong lớp Brandenburg gia nhập trở lại hạm đội thường trực; tuy nhiên chúng nhanh chóng bị lạc hậu khi HMS Dreadnought được hạ thủy vào năm 1906. Kết quả là chúng chỉ có những hoạt động giới hạn. Vào ngày 12 tháng 9 năm 1910, Kurfürst Friedrich Wilhelm và Weißenburg, hai chiến tiên tiến nhất trong lớp, được bán cho Hải quân Ottoman và được đổi tên tương ứng thành Barbaros Hayreddin và Turgut Reis. Khi Chiến tranh Thế giới thứ nhất nổ ra vào năm 1914, Brandenburg và Wörth được giao những nhiệm vụ phòng thủ bờ biển, nhưng chỉ kéo dài cho đến năm 1915, khi chúng được rút khỏi hoạt động thường trực để chuyển thành những tàu trại binh: Brandenburg đặt căn cứ tại Libau trong khi Wörth ở Danzig. Có dự định cải biến Brandenburg thành một tàu mục tiêu, nhưng kế hoạch này cuối cùng bị hủy bỏ. Cả Brandenburg lẫn Wörth đều được rút khỏi đăng bạ hải quân vào ngày 13 tháng 5 năm 1919 và được bán để tháo dỡ. chúng được Norddeutsche Tiefbauges, một hãng tháo dỡ tàu có trụ sở tại Berlin, mua lại và cho kéo đến Danzig để tháo dỡ.
Vào ngày 8 tháng 8 năm 1915, Barbaros Hayreddin đang trên đường đi hỗ trợ việc phòng thủ eo biển Dardanelles khi nó bị tàu ngầm Hải quân Anh E11 đánh chìm với tổn thất 253 người. Vào ngày 19 tháng 1 năm 1918, chiếc tàu chiến-tuần dương Yavuz Sultan Selim và tàu tuần dương hạng nhẹ Midilli của Ottoman (nguyên là những chiếc SMS Goeben và SMS Breslau của Đức chuyển giao) rời Dardanelles tấn công các tàu Anh. Lúc 11 giờ 30 phút, Yavuz Sultan Selim bị mắc cạn và bị đối phương không kích, ngăn trở công việc cứu hộ. Đến ngày 25 tháng 1, Turgut Reis đến được hiện trường vào kéo chiếc tàu chiến-tuần dương quay trở về cảng. Turgut Reis sống sót qua cuộc chiến tranh và được sử dụng như một tàu huấn luyện vào năm 1924. Sau đó nó được sử dụng như một lườn tàu tại Bosporus, và cuối cùng bị tháo dỡ vào năm 1938.